# Schiller-fácán
A Schiller-fácán, vagy más néven zöld fácán, japán fácán (Phasianus versicolor) a madarak osztályának tyúkalakúak (Galliformes) rendjébe és a fácánfélék (Phasianidae) családjába tartozó faj. Kiji (雉子) néven japán nemzeti madarának számít.

## Rendszerezése
A fajt Louis Pierre Vieillot francia ornitológus írta le 1817-ben. Korábban a fácán (Phasianus colchicus) egyik alfaja  volt Phasianus colchicus versicolor néven.

## Alfajai
- Phasianus versicolor robustipes Kuroda, 1919
- Phasianus versicolor tanensis Kuroda, 1919
- Phasianus versicolor tohkaidi Momiyama, 1922
- Phasianus versicolor versicolor Vieillot, 1825[2]

## Előfordulása
Japán területén honos. A szigetország nagyobb szigetei közül Honsú, Kjúsú és Sikoku szigetén honos, de előfordul néhány kisebb szigeten is.
Több felé betelepítették szerte a Földön, így a Hawaii-szigetekre, az Amerikai Egyesült Államok egyes államaiba és Nyugat-Európa több országába is, mint vadászható fajt. Azért kedvelik, mert a fácánnal szemben az erdősült területeken is jól fenn tud maradni.
Elsősorban alföldi vidékeken élő faj, ahol a mezők és a nyíltabb erdők madara. Japánban a vadászható madárfélék közül az egyik legkedveltebb.

## Megjelenése
Észrevehetően apróbb termetű, mint a közeli rokon fácán alfajai. A hím hossza 81,5 cm, súlya 1-1,5 kilogramm. A tojó jóval kisebb, testhossza 58 centiméter, ritkán éri el az egy kilogrammot.
A kakasnak igen díszes tollazata van, de a tojónak nincs ilyen díszes tollazata. 
A hímek melle fémfényű zöldes, teste kékesszürke, feje zöld, torka kékes. A hímek fején tollfül látható. Nyakgyűrűje alig észrevehető.
|  |  |

## Szaporodása
A faj szaporodási időszaka áprilistól június elejéig tart. Egy fészekalj 6-12 olajzöld tojásból áll, melyeken a tojó 23-25 napig kotlik.
|  |

## Fordítás
- Ez a szócikk részben vagy egészben  a   Buntfasan című német Wikipédia-szócikk ezen változatának fordításán alapul.  Az eredeti cikk szerkesztőit annak laptörténete sorolja fel. Ez a jelzés csupán a megfogalmazás eredetét és a szerzői jogokat jelzi, nem szolgál a cikkben szereplő információk forrásmegjelöléseként.